# トゥーレ (海防戦艦)

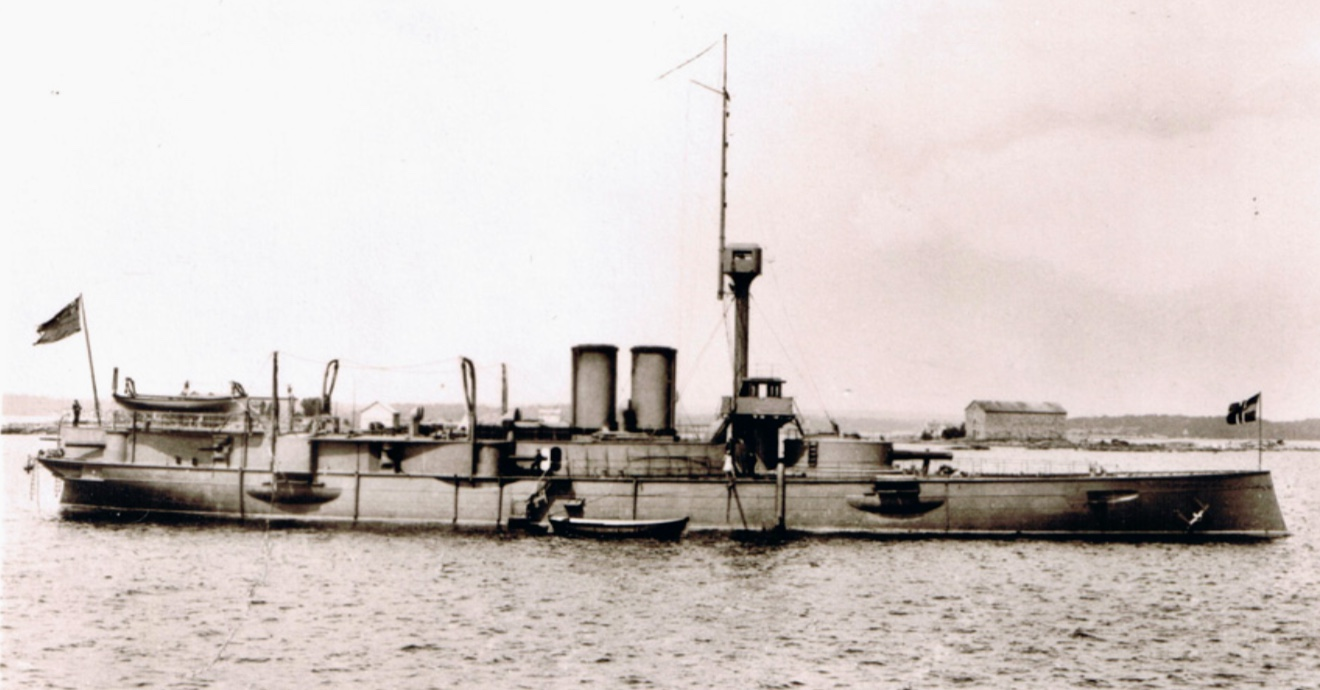
改装前の「トゥーレ」

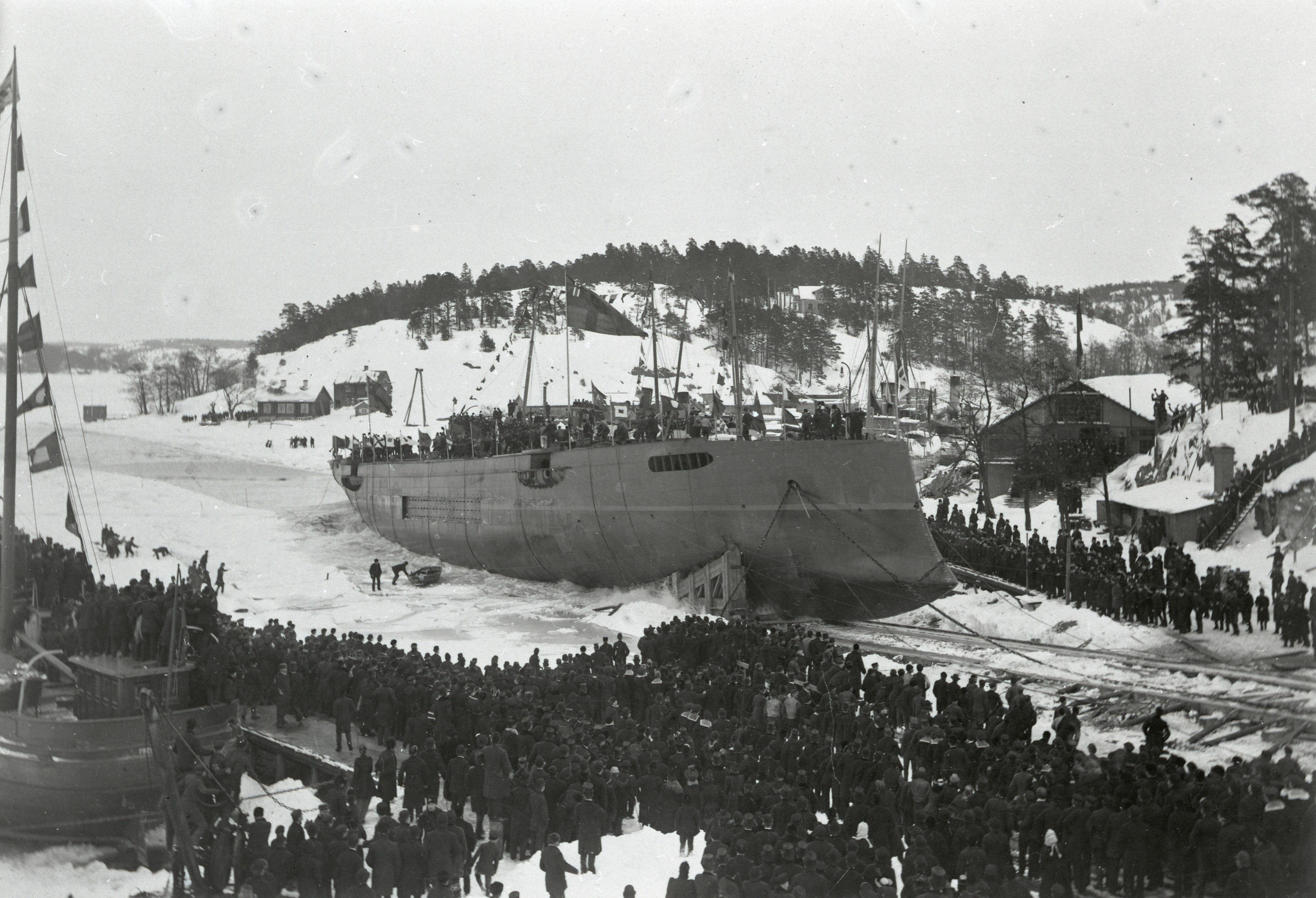
「トゥーレ」の進水式

トゥーレ (Thule) はスウェーデン海軍の海防戦艦。スヴェア級。艦名は伝説の地トゥーレからとられている。
ストックホルムのベリスンス造船所で建造。1891年起工。1893年3月4日進水。艤装はカールスクルーナ海軍工廠で行われ、1893年12月1日に就役した。
基準排水量3150トン、満載排水量3305トン、全長83.66m、最大幅14.62m、計画吃水4.92m。前2隻と異なり、衝角を有した。
主砲はアームストロング34口径25.4cmM/89B型後装施条砲2門で、連装砲塔に搭載した。これは、「スヴェア」搭載のものより発射速度が上がっている。副砲はボフォース34口径5.2cmM/89型砲を4門搭載。他に、マキシム・ノルデンフェルト48口径57mmM/92型砲5門、パルムクランツ25mmM/77型機銃4挺およびノルデンフェルト25mmM/84型機銃2挺を搭載した。2隻の艦載艇は25mmM/84型機銃1挺と外装水雷を搭載した。水雷兵装は54.4M/89型cm水上魚雷発射管を2門搭載した。衝角装備に伴い、前2隻にあった艦首の魚雷発射管はなくなった。
1900年以降スヴェア級3隻は順次近代化改装を受け、44口径21cm砲1門、44口径15.2cm砲7門、57mm砲11門となった。他、水上魚雷発射管は撤去され、艦載艇の機銃がヴィッカース・マキシム39口径37mmM/98B型砲に換えられた。
主機は水平2気筒2段膨張式蒸気往復動機関2基、主缶は円缶6基で、出力4600指示馬力。2軸推進で計画速力16ノット。公試では5000馬力で16.9ノットを発揮した。航続距離は10ノットで2400浬。
装甲鈑はフランスのシュネデール社製。厚さは水線装甲帯が最大293mm、甲板25mm、シタデル268mm、司令塔268mm、主砲前楯293mm。近代化改装後の砲塔は前楯190mm、側楯140mm。
1895年、「トゥーレ」は「イェータ」、砲艦「エッダ」とともにキール運河の開通式に参加した。1917年、艦内で命令不服従が頻発し、ボリシェヴィキの指示を受けていたとして拘禁される者が出た。1923年に宿泊艦となり、1928年8月17日に除籍。標的として使用され、1933年に売却された。